# Kłosowo (przystanek kolejowy)
Kłosowo – zamknięty przystanek osobowy w Kłosowie na linii kolejowej nr 416 Wałcz Raduń – Wierzchowo Pomorskie, w województwie zachodniopomorskim.